# 伊万里黒川テレビ中継局
伊万里黒川テレビ中継局（いまりくろかわテレビちゅうけいきょく）は、佐賀県伊万里市に置かれているテレビ中継局である。

## 概要
- 当中継局は、市中部に位置する黒川町立目の大平山に置かれ、市中部の一部へ電波を発射している。
- なお、伊万里地区基幹中継局については、八幡岳 (佐賀県)#伊万里テレビ中継局・八幡岳FM放送所を参照の事。

## 送信施設概要

### 地上デジタルテレビ放送
| リモコンキーID | 放送局名          | 物理チャンネル | 空中線電力 | ERP  | 放送対象地域 | 放送区域内世帯数 |
| 1              | NHK佐賀総合テレビ | 28ch           | 1W         | 2W   | 佐賀県       | 3135世帯         |
| 2              | NHK佐賀教育テレビ | 32ch           | 1W         | 2W   | 全国         | 3135世帯         |
| 3              | stsサガテレビ     | 24ch           | 1W         | 1.9W | 佐賀県       | 3135世帯         |

- 出力については、アナログ換算で10W相当となるため、実質3倍強の増力となる。

### 地上アナログテレビ放送
| 放送局名          | チャンネル | 空中線電力        | ERP                 | 放送対象地域 | 放送区域内世帯数 |
| stsサガテレビ     | 54ch       | 映像3W /音声750mW | 映像14W /音声3.6W   | 佐賀県       | 不明             |
| NHK佐賀総合テレビ | 48ch       | 映像3W /音声750mW | 映像12.5W /音声3.1W | 佐賀県       | 不明             |
| NHK佐賀教育テレビ | 57ch       | 映像3W /音声750mW | 映像12.5W /音声3.1W | 全国         | 不明             |

## 歴史
- 1974年（昭和49年）1月26日 - アナログ中継局の本放送開始。
- 2009年（平成21年）
  - 11月13日 - デジタル中継局に予備免許交付。
  - 11月19日 - デジタル中継局で12月13日まで試験放送開始。
  - 12月9日 - デジタル中継局に本免許交付。
  - 12月14日 - デジタル中継局の本放送開始。
- 2011年（平成23年）7月24日 - アナログ中継局が廃局。

## 置局住所
- 伊万里市黒川町大字立目字一の太平418-9